# 차가버섯

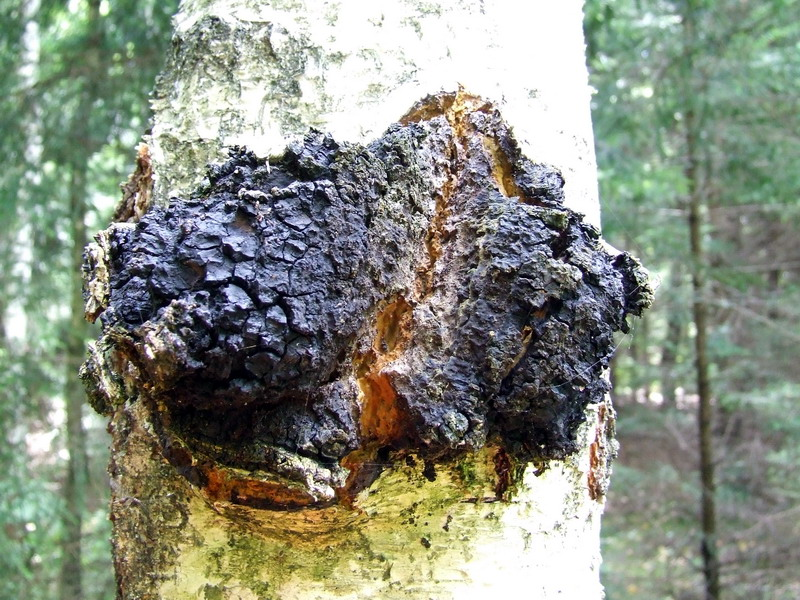
차가버섯.

차가버섯(시베리아 제어:чага, 학명: Inonotus obliquus)은 소나무비늘버섯과(Hymenochaetaceae)에 속하는 균계이다. 자작나무 등의 나무에 기생한다. 무익한 코(수목을 썩게 하는 선반 모양을 한 자실체)가 불규칙하게 형성되며 불에 탄 숯과 같은 모습을 보인다. 이는 균계의 포자낭과가 아닌 균핵이나 균사체 덩어리이며 대부분이 검은 빛을 띄는 까닭은 상당한 양의 멜라닌 때문이다.
이 버섯은 대부분 북반구 고위도 지역에서 흔히 발견된다. 러시아, 캐나다, 한국, 일본, 유럽 동부 및 북부, 알래스카, 인접 미국 북부 지역, 노스캐롤라이나 산맥에 흩어져 있다.

## 이용
차가는 전통적으로 분말로 입자화하거나 커피, 차와 비슷한 음료를 끓이기 위해 사용된다. 의학적인 용도로는 적어도 생물학적으로 이용 가능한, 생물체에 작용하는 성분 중 일부를 만들기 위해 추출 과정이 필수적이다. 이러한 대생물 작용은 대체적으로 비소화성인 차카의 키틴 세포에서 발견된다. 인간은 키틴 분해효소가 부족하기 때문에 날 버섯류를 완전하게 소화시킬 수 없으며 위산에 효력을 주기에는 소화 과정이 너무 빠르다. 과학 연구 및 리서치는 일반적으로 저온 추출물에 기반을 두고 있으며 러시아에서의 전통적인 이용은 온수 추출의 형태에 기반을 둔다. (사모바르를 준비함으로써)

## 효능
차가버섯에는 베타카로틴 성분과 비타민A는 아토피를 치유하는 데 효과적이며 콜레스테롤을 줄여주기 때문에 성인병과 심혈관질환을 예방할 수 있다. 또 항산화 효소인 SOD 성분이 함유돼 인체의 나쁜 활성산소를 제거한다.
그 외에도 췌장암을 예방할 수 있는 물질이 많이 들어 있다.

## 섭취시 주의할점
차가버섯 외부에 보이는 검은 "sclerotium" ,은 다량의 멜라닌을 포함하고 있다.
그리고 차가 버섯은 유기체 중에서 가장 높은 옥살산 수치인 2800~11200 mg/ 100g sclerotium 의 "oxalate"를 함유하고 있는 것으로 보고 되고 있다.
"oxalate"가 많이 들어 있는 음식에는 차가버섯,시금치,비트나물 등이 있다.
"oxalate"는 수용성 불용성이 있으며 이중에 수용성은 혈중에 free oxalate를 방출한다. 그런데 이는 칼슘과 결합을 하여 통풍 또는 신장결석 등의 질병을 일으키고 과도한 복용이 있을경우 신병증에 의한 사망에 이를수도 있다고 한다.

## 같이 보기
- 본초학